# Heterusia
Heterusia là một chi bướm đêm thuộc họ Geometridae.

## Các loài
| - Heterusia adulatrix - Heterusia adventa - Heterusia albidior - Heterusia albocellata - Heterusia amita - Heterusia amplificata - Heterusia angustimargo - Heterusia atalantata - Heterusia barbara - Heterusia barriosi - Heterusia basilata - Heterusia binotata - Heterusia brumalis - Heterusia brunonaria - Heterusia caesarica - Heterusia captata - Heterusia ceresia - Heterusia clarimargo - Heterusia coecata - Heterusia coerulescens - Heterusia coliadata - Heterusia colmala - Heterusia columbi - Heterusia comana - Heterusia combana - Heterusia conduplicaria - Heterusia conflictata | - Heterusia conna - Heterusia conon - Heterusia consobrina - Heterusia creusa - Heterusia crossa - Heterusia cruciata - Heterusia declivis - Heterusia deficiens - Heterusia deprivata - Heterusia dichroata - Heterusia disjecta - Heterusia dispilata - Heterusia dividata - Heterusia eruptiva - Heterusia fallax' - Heterusia fidoniata - Heterusia fidonioides - Heterusia flavocellata - Heterusia fractifascia - Heterusia frugalis - Heterusia funebris - Heterusia gratulata - Heterusia hesperiaria - Heterusia hippomenata - Heterusia hippomenatoides - Heterusia humeraria - Heterusia hypophlebica - Heterusia invexaria | - Heterusia jacintina - Heterusia jelskiaria - Heterusia lacrymosa - Heterusia latior - Heterusia latissima - Heterusia litifascia - Heterusia ludisignata - Heterusia lutivia - Heterusia lymnadoides - Heterusia maculata - Heterusia melaleucata - Heterusia mendaciaria - Heterusia merla - Heterusia merula - Heterusia mileta - Heterusia monospilata - Heterusia morvena - Heterusia morvula - Heterusia nondescripta - Heterusia obliquistriga - Heterusia obtusa - Heterusia occultata - Heterusia ochrozona - Heterusia ovatiplaga | - Heterusia pacifica - Heterusia particolor - Heterusia particulata - Heterusia partitata - Heterusia perfectaria - Heterusia phygothigma - Heterusia picata - Heterusia placula - Heterusia plagia - Heterusia plenilimes - Heterusia polymela - Heterusia praeangulata - Heterusia primulimacula - Heterusia proana - Heterusia proanodes - Heterusia promenea - Heterusia protea - Heterusia prusa - Heterusia prusioides - Heterusia pyriformis - Heterusia quadruplicaria - Heterusia repagulata - Heterusia restricta - Heterusia rosgala - Heterusia rubrimarmorata - Heterusia rufifimbria | - Heterusia salvini - Heterusia separata - Heterusia simulatrix - Heterusia sinuosa - Heterusia stoltzmannaria - Heterusia subangulata - Heterusia subspurcata - Heterusia subvermiculata - Heterusia suffusa - Heterusia symphlebica - Heterusia thierryi - Heterusia tiricia - Heterusia trebonia - Heterusia triflavata - Heterusia trifoliata - Heterusia tumidicosta - Heterusia unanimaria - Heterusia zeritis |